# Ghisa duttile

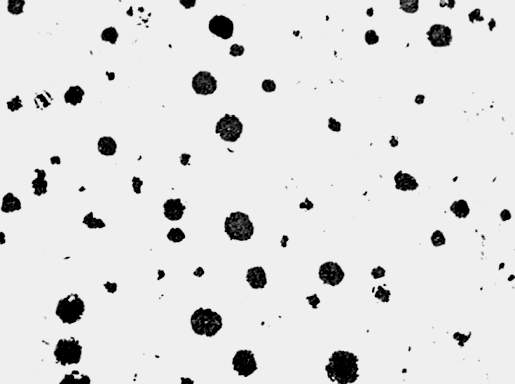
Fig.1. Noduli di grafite in una ghisa duttile

Una ghisa duttile (detta anche ghisa sferoidale o ghisa a grafite sferoidale o ghisa nodulare, in inglese ductile iron) è una ghisa in cui la grafite, anziché sotto forma di lamelle, si presenta in noduli a forma di sferoidi. I noduli si trovano in una matrice metallica la cui struttura è in  funzione della composizione chimica del tipo specifico di ghisa, della velocità di raffreddamento al momento della solidificazione e degli eventuali trattamenti termici successivi.

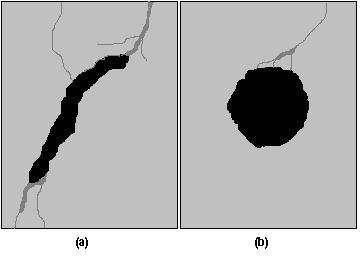
Fig.2. Interazione tra cricca e grafite

La forma sferoidale della grafite produce una minore concentrazione di tensione rispetto a quella lamellare; inoltre la forma sferica è quella che a parità di volume presenta la minore superficie e la matrice risulta perciò meno danneggiata riuscendo così a sfruttarne meglio le caratteristiche.

Inoltre nella ghisa sferoidale i noduli di grafite esercitano un'azione di arresto per le cricche (figura 2b), a differenza della grafite lamellare che offre una via preferenziale per la loro propagazione (figura 2a).
La ghisa sferoidale presenta un notevole miglioramento di tutte le caratteristiche meccaniche ed inoltre una proprietà che è sconosciuta alla ghisa "normale": la duttilità.

## Composizione chimica delle ghise duttili
La composizione di una ghisa duttile non è molto diversa da quella di una ghisa grigia. Un attento controllo della composizione è tuttavia necessario perché possano essere soddisfatti precisi requisiti strutturali:
- assenza di carburi;
- corretta forma e distribuzione della grafite;
- struttura della matrice desiderata.

Una tipica composizione chimica di base di una ghisa duttile non legata è la seguente:
| C        | Si        | Mn    | Cu        | P     | S      | Mg         |
| 3.3÷3.8% | 1.8 ÷2.8% | ≤0.6% | 0.5 ÷1.2% | ≤0.1% | ≤0.03% | 0.04÷0.08% |
| -------- | --------- | ----- | --------- | ----- | ------ | ---------- |

La presenza di carburi determina un significativo incremento della durezza accompagnato da un deterioramento di tutte le altre proprietà meccaniche e da una riduzione della lavorabilità.

La formazione di carburi può essere evitata assicurando un alto potere grafitizzante del bagno fuso espresso attraverso il contenuto di carbonio equivalente (CE). Esistono diverse formule per esprimere CE, utilizzate per stimare le strutture di solidificazione del getto.

Utilizzando l'espressione CE = C% + 1/3(Si% +P%), un valore di CE intorno a 4,3 è sufficiente a garantire assenza di carburi ed una buona qualità degli sferoidi di grafite. Valori troppo bassi di CE riducono il potenziale di grafitizzazione e possono dar luogo ad eccessivo ritiro durante la solidificazione, valori troppo alti producono degenerazione dei noduli di grafite.
Figura 3 Normogramma per il calcolo del carbonio equivalente
Altre espressioni per CE sono talvolta utilizzate e in figura 3 è riportato un esempio di normogramma per la scelta corretta delle percentuali di carbonio e silicio.

Il magnesio è il più efficace e sperimentato nodulizzante, anche se, quando è aggiunto allo stato puro, presenta inconvenienti come brusche reazioni ed esplosioni gassose. Per il suo alto potere termogeno è quindi impiegato in leghe con nichel, rame, litio, ferro-silicio.

Altri elementi aggiunti per avere la sferoidizzazione della grafite sono il cerio, il calcio, il litio, il sodio ed il bario; però solo magnesio e cerio hanno assunto importanza commerciale. Quest'ultimo quasi mai è impiegato da solo dato il suo migliore effetto se unito al magnesio.

Dato che lo zolfo è uno degli elementi a più elevato potere antigrafitizzante, è necessario eliminarlo o ridurlo il più possibile; una desolforazione spinta è indispensabile anche perché lo zolfo, combinandosi col magnesio, potrebbe neutralizzare l'effetto sferoidizzante di quest'ultimo.

È ovviamente da evitare o limitare la presenza di elementi promotori di carburi quali cromo, vanadio e boro. Il magnesio può avere un effetto di stabilizzazione dei carburi di questi elementi, soprattutto in getti di grossa sezione dove la segregazione promuove la formazione di carburi intercellulari.
Una corretta forma e distribuzione della grafite è essenziale a conferire alle ghise le migliori proprietà meccaniche.

La distribuzione e la morfologia possono essere valutate metallograficamente, con metodi qualitativi, attraverso l'uso di una semplice tavola di comparazione, oppure quantitativamente con tecniche magnetiche o mediante ultrasuoni.

La forma dei noduli può essere valutata in accordo allo standard ASTM A247 che definisce sette morfologie di base della grafite.

La nodularità (percentuale di grafite presente in forma di noduli tipo I o II) viene valutata contando le particelle di grafite di ciascun tipo. Generalmente si raccomanda una nodularità maggiore del 90%, anche se una nodularità superiore all'80% è talvolta ritenuta accettabile.

Assicurata la corretta morfologia della grafite, le proprietà delle ghise duttili sono controllate attraverso la struttura della matrice metallica.

## Struttura delle ghise duttili
- Ghise duttili ferritiche: sono costituite da noduli di grafite in una matrice completamente ferritica, che conferisce alla ghisa una buona duttilità e resistenza all'impatto, resistenza a trazione e carico di snervamento equivalenti a quelli di un acciaio non legato. Le ghise duttili ferritiche possono essere prodotte direttamente in fonderia, ma per conferire duttilità e tenacità al getto si esegue in genere un trattamento di ricottura.
- Ghise duttili ferritico-perlitiche: hanno una matrice mista costituita da ferrite e perlite. Questa è la forma più frequente con la quale si presentano le ghise duttili, e si ottiene direttamente alla solidificazione del getto. Hanno proprietà intermedie tra quelle ferritiche e quelle perlitiche, con buona lavorabilità e bassi costi di produzione.
- Ghise duttili perlitiche: la matrice è quasi completamente perlitica, con piccole quantità di ferrite presente intorno ai noduli di grafite. Sono dotate di elevata resistenza a trazione, buona resistenza all'usura e moderata duttilità. A parità di resistenza hanno lavorabilità superiore a quella degli acciai. Si esegue a volte un trattamento di normalizzazione del getto uscito dalla fonderia per migliorare la matrice perlitica.

Le tre tipologie di ghise duttili ora viste costituiscono le ghise duttili "convenzionali", sono in genere non legate e la struttura della matrice è ottenuta direttamente in fonderia (il trattamento di ricottura sulle ghise duttili ferritiche si esegue per migliorarne la duttilità e non per modificarne la struttura). Le ghise duttili possono anche essere legate e/o trattate termicamente per estenderne il campo di proprietà e di applicazioni.
- Ghise duttili martensitiche: utilizzando sufficienti quantità di elementi di lega che prevengono la formazione della perlite, e applicando al getto un trattamento di tempra, si ottiene una matrice costituita da martensite che conferisce elevata resistenza e durezza, ma duttilità e tenacità molto basse.
- Ghise duttili austenitiche: in queste ghise l'austenite è resa stabile a temperatura ambiente grazie alla presenza del nickel come elemento di lega in percentuali tra il 18 ed il 36%. La matrice austenitica conferisce ottima resistenza alla corrosione ed ossidazione, buona resistenza e stabilità dimensionale alle alte temperature.
- Ghise duttili austemperate (ADI): le ghise ADI (Austempered Ductile Iron) sono le ultime nate nella famiglia delle ghise duttili, sono prodotte mediante trattamento termico di austempering delle ghise duttili convenzionali. La loro matrice è costituita da una combinazione di ferrite aciculare ed austenite satura di carbonio. Le proprietà delle ghise ADI possono essere fatte variare significativamente in funzione della composizione della ghisa e dei parametri del trattamento.

La forte influenza sulle proprietà meccaniche esercitata dalla forma della grafite e dalla struttura della matrice produce significative correlazioni tra le proprietà meccaniche.

Per ciascuna ghisa duttile la resistenza a trazione e l'allungamento possono essere correlate mediante un'equazione del tipo:
(tensile strength ksi)2 x (elongation%) ÷1000 = Q
dove Q è una costante.

Valori alti della costante Q sono indice di elevata resistenza e/o allungamento, quindi denotano una ghisa dotata di elevate proprietà. Per questo Q è definito come indice di qualità di una ghisa duttile e indicato come QI (Quality Index).

Valori alti di QI possono essere ottenuti nelle ghise duttili con elevata nodularità, alto numero di noduli, basso contenuto di carburi, basso contenuto di fosforo (< 0,03%) ed assenza di porosità.

## Designazione
Secondo la norma UNI EN 1563 la ghisa sferoidale nell'Unione Europea viene indicata con la sigla GJS seguita da un numero che indica la resistenza minima a trazione (Rm) in MPa e da un secondo numero che indica l'allungamento minimo percentuale (A%). I due numeri sono separati da un trattino - es. GJS-400-15.
La designazione può presentare anche due ulteriori simboli alfanumerici:
- LT - bassa temperatura: es. GJS-350-22-LT
- RT - temperatura ambiente: es. EN-GJS-350-22-RT

Precedentemente le ISO R1083 indicavano la ghisa sferoidale con due numeri separati da trattino: il primo indicava la resistenza minima a trazione in MPa e il secondo l'allungamento minimo percentuale - es. 400-18.
In Italia invece, prima dell'entrata in vigore delle norme comunitarie, la ghisa sferoidale veniva indicata (UNI 4544) con la sigla GS seguita dal valore della resistenza minima a trazione in MPa - es. GS 400
Di seguito vengono descritte le designazione della ghisa sfeoridale secondo altre normative:
- La norma tedesca DIN 1693-1 designa la ghisa sferoidale con il simbolo alfanumerico GGG seguito dalla resistenza minima a trazione in 10−1 MPa - es. GGG 40.
- La norma giapponese JIS G5502 designa la ghisa sferoidale con il simbolo alfanumerico  FCD seguita da due numeri separati da trattino: il primo indica la resistenza minima a trazione in MPa e il secondo l'allungamento minimo percentuale - es. FCD 400-18.
- La norma francese NF A32-201 designa la ghisa sferoidale con il simbolo alfanumerico FGS seguita da due numeri separati da trattino: il primo indica la resistenza minima a trazione in MPa e il secondo l'allungamento minimo percentuale - es. FGS 400-18.
- La norma cinese GB 1348 designa la ghisa sferoidale con il simbolo alfanumerico QT seguita da due numeri separati da trattino: il primo indica la resistenza minima a trazione in MPa e il secondo l'allungamento minimo percentuale - es. QT 400-18.
- la norma britannica BS 2789 designa la ghisa sferoidale mediante un simbolo alfanumerico SNG seguito da due numeri: il primo indica la resistenza minima a trazione espressa in ksi (britannico) il secondo l'allungamento minimo percentuale: es. SNG 27/12.

Negli Stati Uniti un esempio di designazione della stessa ghisa è:
- 60-40-18 secondo la norma ASTM A536 dove il primo numero indica la resistenza minima a trazione espressa in ksi, il secondo la tensione di snervamento Rp0.2 in ksi e il terzo l'allungamento minimo percentuale;
- D4018 secondo la SAE J 434B dove il primo numero dopo la D è la tensione di snervamento in ksi e il secondo l'allungamento minimo percentuale.